# بازار بازارگورائف
بازار بازارگورائف (انگلیسی: Bazar Bazarguruev؛ زادهٔ ۹ ژانویه ۱۹۸۵) کشتی‌گیر اهل قرقیزستان و ازبکستان است.
وی در مسابقات کشوری و بین‌المللی در مجموع برندهٔ ۱ مدال طلا، ۳ مدال برنز شده‌است.